# Bernhard von Goeschen
Julius Friedrich Bernhard Goeschen, ab 1900 von Goeschen (* 4. März 1833 in Celle; † 13. April 1923 in  Rohrdorf (am Inn), Oberbayern) war ein deutscher Verwaltungsjurist.

## Leben
Bernhard von Goeschen studierte an der Friedrichs-Universität Halle und der Friedrich-Wilhelms-Universität zu Berlin Rechtswissenschaft. Er wurde im Corps Palaiomarchia (1853) und im  Corps Vandalia Berlin (1854) recipiert. Nach dem Studium trat er in den Staatsdienst des Königreichs Hannover. 1878 wurde er zum Amtmann des Amts Hoya und Kreishauptmann des (Steuer-)Kreises Hoya ernannt. 1884 wurde er Amtmann und Kreishauptmann des Kreises Harburg und nach Einführung der Kreisordnung für die Provinz Hannover vom 6. Mai 1884 am 1. Mai 1885 Landrat des Landkreises Harburg. Das Amt hatte er bis 1909 inne. Als Geheimer Regierungsrat charakterisiert, verlebte er den Ruhestand in Charlottenburg. Er wurde 90 Jahre alt.

## Auszeichnungen
Goeschen wurde am 1. Januar 1900 in den preußischen Adelsstand erhoben.